# 春日香音
春日 香音（かすが かのん、2003年11月1日 - ）は、日本の子役。東京都出身。日テレ学院出身。ニチエンプロダクション所属。

## 出演

### テレビドラマ
- 家政婦は見た! 第25作（2007年7月14日、テレビ朝日） - 本城奈美 役
- 働きマン（2007年10月10日、日本テレビ）
- 金曜プレステージ 山村美紗サスペンス 赤い霊柩車24 死者からの贈り物（2009年6月5日、フジテレビ） - 夕子（幼少） 役
- 侍戦隊シンケンジャー（2009年11月15日、テレビ朝日） - 沢田陽菜 役
- 小公女セイラ（2009年11月21日 - 11月28日、TBS） - 鈴村路美 役
- 夏の恋は虹色に輝く（2010年、フジテレビ） - 佐山陽菜 役
- 世界の終わりに咲く花（2010年9月20日 - 11月23日、BeeTV） - 藤野咲希（幼少）役
- デカワンコ（2011年1月22日、日本テレビ）
- 海賊戦隊ゴーカイジャー（2011年3月27日、テレビ朝日） - 幼い小牧 役
- 名前をなくした女神（2011年、フジテレビ） - 木島なのは 役
- 美男ですね（2011年7月15日、TBS） - 青空学園の子どもたち 役
- 仮面ライダーフォーゼ（2011年9月4日・2012年7月15日・22日、テレビ朝日） - 幼少期のユウキ 役
- 南極大陸 （2011年10月-12月、TBS） - 弥文小学校の女の子 役
- 水曜ミステリー9 監察医・篠宮葉月 死体は語る12 （2012年11月28日、テレビ東京） - 佐山美奈子（幼少）役
- 水曜ミステリー9 松本清張没後20年特別企画 事故〜黒い画集〜（2012年12月12日、テレビ東京） - 浜口菜摘 役

### CM
- 三井住友海上あいおい生命保険 （2011年）
- アデランス（2011年）

### その他のテレビ番組
- アナ☆パラ（2008年、日本テレビ）モデル